# Painkiller (canción de Three Days Grace)
«Painkiller» —en español: «Analgésico»— es el primer sencillo de la banda canadiense de metal alternativo Three Days Grace de su quinto trabajo de estudio Human. Éste es el primer sencillo lanzado por Three Days Grace con su nuevo cantante Matt Walst, tras la salida de Adam Gontier.

## Antecedentes
El 28 de marzo de 2014, la banda anunció oficialmente que Matt Walst sería el reemplazo permanente de Adam Gontier en la banda. En el anuncio, se comunicó que la nueva música se escucharía la semana siguiente, y el 31 de marzo la banda subió "Painkiller" en su cuenta de Youtube. La canción se lanzó oficialmente a través de iTunes el 1 de abril. El baterista Neil Sanderson habló sobre el significado detrás de la canción en un video publicado en la cuenta de la banda en YouTube: "Painkiller, esa canción es acerca de cómo todo el mundo es adicto a algo. Está escrita desde la perspectiva del vicio al que necesitas ser adicto. El amor de la droga, es el villano que te tienta a querer más".

## Posicionamiento en listas
| País           | Lista (2014)          | Mejor posición |
| -------------- | --------------------- | -------------- |
| Canadá         | Canadian Hot 100      | 86             |
| Canadá         | Canada Rock           | 6              |
| Estados Unidos | Mainstream Rock Songs | 1              |
| Estados Unidos | Rock Songs            | 24             |
| Estados Unidos | Rock Airplay          | 14             |

### Sucesión en listas
| Anterior: «Torn to Pieces» de Pop Evil | Mainstream Rock Songs — Sencillo Nro 1 21 de junio de 2014 — 18 de julio de 2014 | Siguiente: «Words as Weapons» de Seether |

## Certificaciones
| País           | Organismo certificador | Certificación | Ventas certificadas | Ref.  |
| -------------- | ---------------------- | ------------- | ------------------- | ----- |
| Canadá         | Music Canada           | Oro           | 40 000              | [ 4 ] |
| Estados Unidos | RIAA                   | Oro           | 500 000             | [ 5 ] |